# Heraclia aurea
Heraclia aurea är en fjärilsart som beskrevs av Wichgraf 1918. Heraclia aurea ingår i släktet Heraclia och familjen nattflyn. Inga underarter finns listade i Catalogue of Life.